# Richard Gott

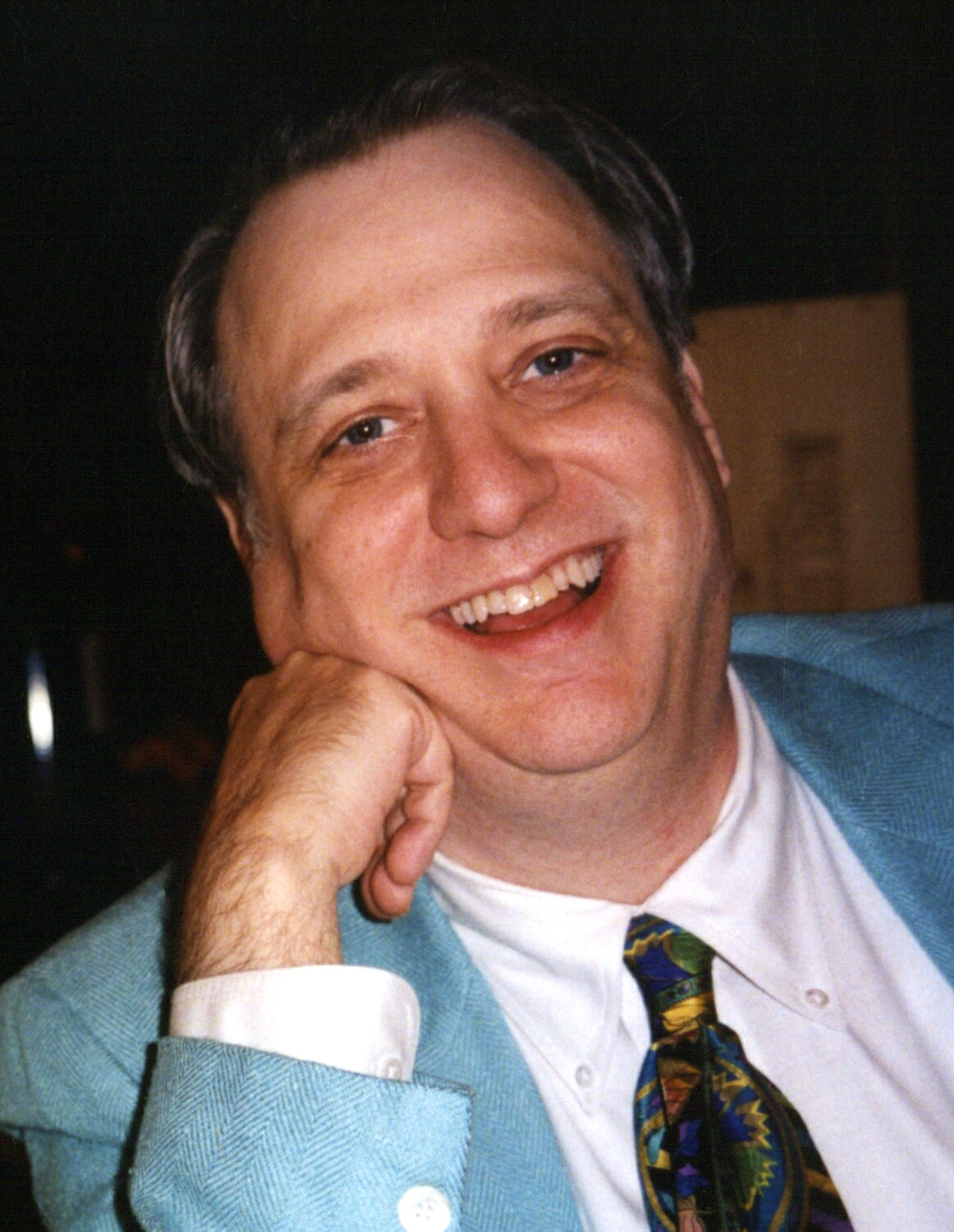
Gott in 1989

John Richard Gott III (8 februari 1947 Louisville, Kentucky) is een voormalig professor astrofysica aan de Princeton University. Hij is bekend vanwege het ontwikkelen en verbreiden van twee kosmologische theorieën: tijdreizen en het Doomsday argument.
Richard Gott ontdekte samen met Mario Juric de Grote Muur van Sloan.
- Bibsys: 1051441
- Biblioteca Nacional de España: XX1557157
- Bibliothèque nationale de France: cb17044098g (data)
- Gemeinsame Normdatei: 124591426
- International Standard Name Identifier: 0000 0001 1476 4878
- Library of Congress Control Number: n00015927
- Nationale Bibliotheek van Letland: 000245191
- MusicBrainz: ed6fc80a-e155-4f28-88df-6cdb9a7faceb
- Mathematics Genealogy Project: 134667
- Bibliotheek van het Japanse parlement: 00924419
- Nationale Bibliotheek van Tsjechië: xx0003449
- Nationale Bibliotheek van Israël: 987007448628705171
- ORCID: 0000-0002-1036-3222
- Réseau des bibliothèques de Suisse occidentale: 02-A011690490
- Système universitaire de documentation: 110485815
- Virtual International Authority File: 85326692
- WorldCat: E39PBJtRGqFrrRPdXpY7ttTrbd